# Oniisama e…
Oniisama e... (яп. おにいさまへ; англ. Dear Brother; укр. Шановний старший брате) — сьодзьо-манґа за авторством Рійоко Ікеди, що виходила з 17 березня по 22 вересня 1974 року. Аніме-адаптація від студії Tezuka Productions транслювалася на каналі NHK BS-2 з 14 липня 1991 року по 31 травня 1992 року.
Історія про 16-річну дівчину Нанако Місоно, яка навчається в престижній жіночій академії та стикається з проблемами життя старшокласниці, пишучи про це листи своєму «старшому братові». Манґа була перекладена на французьку, італійську та польську мови. Серія охоплює 39 епізодів аніме та три томи манґи, і закінчується, коли Нанако виповнюється вісімнадцять.

## Сюжет
Нанако Місоно, донька професора, завдяки результатам іспитів вступає до престижної Академії Сейран, школи виключно для жінок, і потрапляє у світ суперництва, кохання, хаосу та розбитих сердець. На початку навчального року в академії Нанако несподівано зараховують до шкільного жіночого товариства, попри те, що вона не має ані зовнішності, ані талантів чи походження, необхідних для того, щоб стати його членкинею. Це миттєво перетворило її на мішень для заздрісних і злих однокласниць, які починають цькувати дівчину.
Нанако розповідає історію серіалу в серії листів до молодого чоловіка, на ім'я Такехіко Хенмі, якого вона називає «старший брат». Насправді Такехіко був її вчителем у приватній школі, до якої вона ходила раніше. Вона відчуває такий сильний зв'язок із Такехіко, що просить продовжувати з ним листуватися. Такехіко погоджується, і незабаром Нанако починає звертатися до нього «старший брате» у своїх листах.
З часом Нанако починає брати участь у житті «Блискучої трійки», трьох найпопулярніших дівчат у школі. Вона знайомиться з Каору Оріхарою, жвавою та талановитою спортсменкою, що приховує свою хворобу, і закохується в Рей Асаку, яскраву, але проблемну піаністку, що одержима президенткою жіночого товариства Фукіко Ічіномією.
Нанако також подружилася з красивою та самотньою дівчиною, на ім'я Маріко Шінобу, яка сповнена рішучості потрапити до жіночого товариства та зробити Нанако своєю найкращою подругою за будь-яку ціну, навіть якщо для цього треба розлучити її з подругою дитинства Томоко.
Серіал розповідає про перший рік навчання Нанако в Академії Сейран, коли вона розкриває минуле деяких із найпопулярніших дівчат у школі, дізнається про кохання, втрату та таємниці своєї родини, включно з її справжнім зв'язком із Такехіко.

## Теми
Аніме розкриває теми самогубства, інцесту, лесбійства, залежності, насильства, цькування, розлучення та хвороб. Рей Асака відчуває глибоку любов до Фукіко Ічіномії, власної старшої сестри. Лесбійські стосунки показуються через важкі відтінки жіночих взаємин в школі для дівчат, а також через романтичні почуття Нанако до Рей і почуття Маріко до Каору.

## Медіа

### Манґа
1. Вибір членів жіночого товариства (ソロリティ・メンバー選考, Sororiti menbā senkō) 20 серпня 1978 р.
2. Таємниця Сен-Жуст (サン・ジュストの秘密, San jusuto no himitsu) 20 вересня 1978 року
3. До побачення, Каору но Кімі  (さよなら薫の君, Sayonara Kaoru no kimi) 20 жовтня 1978 року

### Аніме
Серіал був дубльований і випущений в Італії, Іспанії та Франції.